# Avanti (koninkrijk)

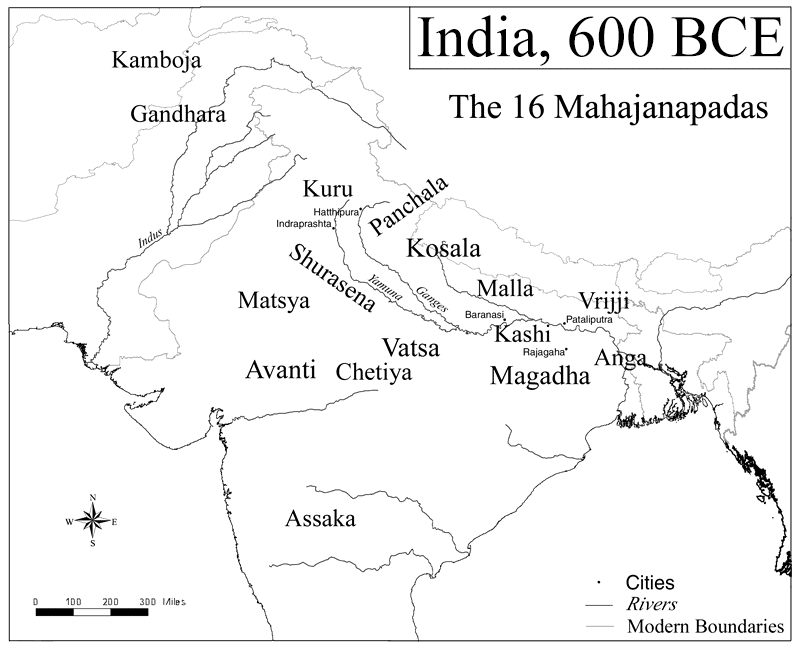
Antiek India

Avanti was in de late Vedische tijd een koninkrijk in Malwa, in het noordwesten van Centraal-India. Het was een van de zestien mahajanapada's, de staatjes die ongeveer 500 v.Chr. in Centraal- en Noord-India lagen. Avanti was het gebied van de vedische stam de Yadava's. De hoofdstad was Ujjayani (Ujjain), gelegen aan de rivier de Shipra, tegenwoordig in Madhya Pradesh. De andere belangrijke stad was Mahishmati, het moderne Maheshwar. Avanti bestond uit een noordelijk en een zuidelijk deel, gescheiden door het Vindhyagebergte.

## Pradyota-dynastie
Pradyota leefde ten tijde van Gautama Boeddha en onder hem werd Avanti een invloedrijke macht. Er zou de nodige rivaliteit zijn tussen Pradyota en Udayana van Vatsa. De relatie werd bestendigd door huwelijkspolitiek waarbij Pradyota zijn dochter Vasavadatta uithuwelijkte aan Udayana. De relatie met Bimbisara van Magadha lijkt nog goed te zijn geweest, aangezien deze zijn hofarts Jivaka naar Pradyota stuurde toen deze ziek was. Ook met Mathura lijken goede betrekkingen te zijn onderhouden. Anders lijkt dat met Pushkarasarin of Pukkusati van het westelijke Gandhara dat een gezantschap naar Bimbisara zond, mogelijk om steun te vragen tegen Pradyota. Pukkusati lijkt succesvol te zijn geweest in zijn strijd.
De betrekkingen met Magadha lijken daarna te zijn verslechterd en de opvolger van Bimbisara, Ajatasattu, wist Pradyota te verslaan. De Pradyota-dynastie wist echter aan de macht te blijven en Palaka, de jongste zoon van Pradyota, lijkt Kaushambi, de hoofdstad van Vatsa, te hebben veroverd. Palaka zou meerdere keren verslagen zijn door Udayin, zoon van Ajatasattu, maar volgens jaïnische geschriften werd Udayin vermoord door een huurmoordenaar van koning Palaka. Volgens boeddhistische geschriften zouden Udayin en de daaropvolgende drie koningen Anuruddha, Munda en Nagadasaka echter allen omgekomen zijn door patricide.
Mogelijk werd Palaka opgevolgd door Visakhayupa, Ajaka en Nandivarhana. Uiteindelijk wist Shishunaga Avanti te onderwerpen, waarschijnlijk geholpen door een opstand tegen het tirannieke Pradyota-bewind in Ujjain.

## Afhankelijke staat
Onder de Shaishunaga-dynastie en de Nandadynastie werd Avanti onderdeel van Groter Magadha en daarna van het bijna geheel India omvattende Mauryarijk, waar Ashoka aanvankelijk onderkoning was van Ujjain.
In de daarna volgende Shungadynastie was onder meer Agnimitra, zoon van Pusyamitra Shunga, onderkoning van Vidisha.

## Malava's
Mogelijk onder druk van de inval van de Indo-Grieken in Punjab trokken de Malava's richting het zuidoosten om zich uiteindelijk in het daarna naar hen vernoemde Malwa te vestigen. Gardabhilla zou een dynastie gevestigd hebben in Ujjain. De Saken zouden hen aanvankelijk verdreven hebben tot de mogelijk legendarische Vikramaditya de Saken zou hebben verslagen, wat aanleiding zou zijn geweest voor een nieuw tijdperk, het Vikram Samvat dat in 58-57 v.Chr. zou zijn begonnen. Het lijkt erop dat de Malava's zich vanaf het begin van de vijfde eeuw vestigden rond Mandsaur. Deze stad was waarschijnlijk Dashapura onder de Aulikara's die westelijk Malwa beheersten, terwijl oostelijk Malwa onder de Gupta's viel.
Aanvankelijk werd nog onderscheid gemaakt tussen Avanti en Malava, zoals in de Kamasoetra en de Natyashastra. Latere werken lijken vooral Malava te gebruiken, maar dat omvatte naast Avanti rond Ujjain ook wel Dasharna rond Vidisha.